# Bothrochilus boa
Espèce
Synonymes
- Tortrix boa Schlegel, 1837
- Nardoa schlegelii Gray, 1842
- Liasis boa (Schlegel, 1837)
- Morelia boa (Schlegel, 1837)

Statut de conservation UICN

 LC  : Préoccupation mineure
Statut CITES
Bothrochilus boa est une espèce de serpents de la famille des Pythonidae.

## Répartition
Cette espèce est endémique de Papouasie-Nouvelle-Guinée. Elle se rencontre :
- dans l'archipel Bismarck sur les îles d'Umboi, de Nouvelle-Bretagne, de Gasmata, de Nouvelle-Irlande, de Nissan, de Nouvelle-Hanovre, dans les îles du Duc-d'York, dans les îles Tabar et
- dans les îles Salomon sur l'île de Bougainville.

## Description

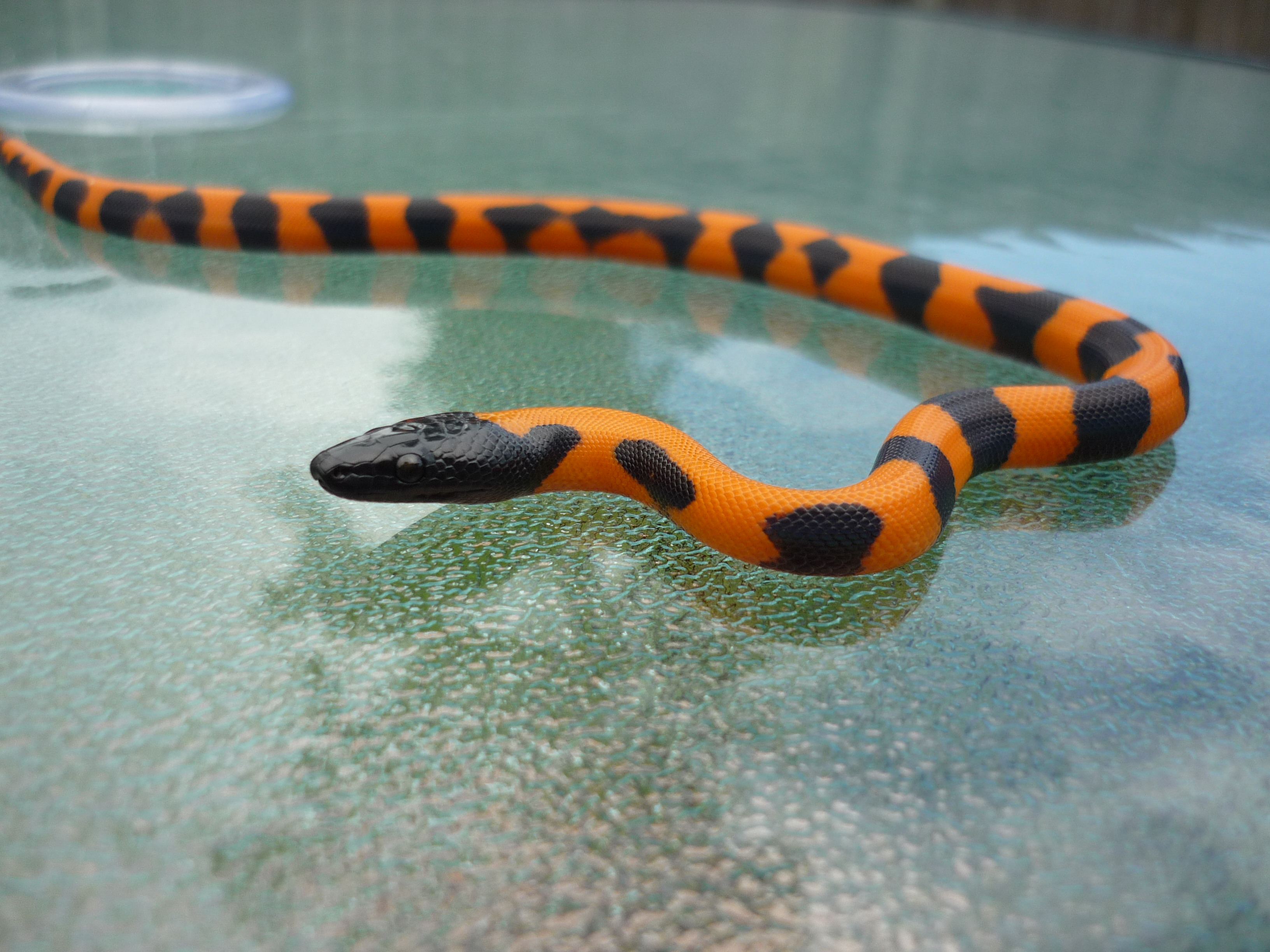
juvénile

Ce serpent constricteur atteint environ 150 cm à 180 cm. Il est noir et orange en bandes alternées chez les juvéniles, puis les parties orange s'atténuent avec le temps et l'animal peut devenir quasiment intégralement noir.
Il vit dans les forêts pluvieuses et s'aventure également dans les zones cultivées. Ce sont des reptiles nocturnes qui chassent de petits rongeurs et parfois de petits lézards (chez les juvéniles).
Ils sont ovipares et pondent jusqu'à une douzaine d'œufs.

## Publication originale
- Schlegel, 1837 : Essai sur la physionomie des serpens, La Haye, J. Kips, J. HZ. et W. P. van Stockum, vol. 1 (texte intégral) et vol. 2 (texte intégral).